# Schergenbach
Der Schergenbach oder Schalklbach ist ein etwa 17 Kilometer langer Nebenfluss des Inns in Graubünden (Schweiz) und Tirol (Österreich).

## Verlauf
Der Schergenbach entspringt auf etwa 2550 m ü. M. unterhalb des Zeblasjochs in der Samnaungruppe. Danach fließt er in östlicher Richtung durch Samnaun und dessen Ortsteile Ravaisch, Plan, Laret und Compatsch. Ab der Einmündung des Zandersbaches zwischen Compatsch und Spiss bildet er für 6,3 km die Staatsgrenze zwischen der Schweiz und Österreich. Die letzten ca. 200 Meter fließt er zur Gänze auf österreichischem Boden, dann mündet er bei Schalkl auf der Gemeindegrenze zwischen Pfunds und Nauders von links in den Inn.

## Hydrologie
Das natürliche Einzugsgebiet des Schergenbachs beträgt 108,8 km². Der höchste Punkt im Einzugsgebiet ist der Muttler mit 3296 m ü. M.
Der mittlere Abfluss am Pegel Schalklhof unmittelbar vor der Mündung beträgt 2,83 m³/s, was einer Abflussspende von 26,3 l/(s·km²) entspricht. Der Schalklbach weist ein stark ausgeprägtes nivales Abflussregime auf, das durch hohe Abflüsse im Sommer und niedrige im Winter geprägt ist. Das mittlere Monatsmittel des Abflusses ist im wasserreichsten Monat Juni mit 8,07 m³/s fast 15 Mal höher als im wasserärmsten Monat Februar mit 0,55 m³/s.